# جمعية الفيزياء الحيوية
جمعية الفيزيائية الحيوية، جمعية تعليمية اجتماعية تأسست في عام 1957م بهدف تشجيع وتطوير ونشر المعرفة في الفيزياء الحيوية.
يبلغ عدد المنتسبين للجمعية أكثر من 9,000 باحث في القطاعات الأكاديمية والحكومية والصناعية، وعلى الرغم من أن الجمعية وجهت للمجتمع الأمريكي إلا أن ثلث أعضاء المجموعة هم من الخارج.

## التأسيس
تأسست جمعية الفيزياء الحيوية استجابةً لنمو مجال الفيزياء الحيوية بعد الحرب العالمية الثانية، بالإضافة إلى المخاوف من أن الجمعية الفسيولوجية الأمريكية أصبحت كبيرة جدًا بحيث لم تعد قادرة على خدمة مجتمع الفيزيائيين الحيويين بالشكل الكافي. وقد أدّت النقاشات بين عدد من علماء الفيزياء الحيوية البارزين في عامي 1955 و1956 إلى التخطيط لأول اجتماع للجمعية، والذي عُقد في مدينة كولومبوس بولاية أوهايو في عام 1957، بحضور حوالي 500 مشارك.
من بين العلماء الذين شاركوا في الجهود الأولى لتأسيس الجمعية: إرنست سي. بولارد، صموئيل تالبوت، أوتو شميت، كينيث ستيوارت كول، دبليو. إيه. سيل، ماكس لوفير، رالف ستايسي، هيرمان بي. شوان، وروبلي سي. ويليامز. وقد وصف كينيث كول ذلك الاجتماع بأنه "اجتماع فيزياء حيوية له دافع خفي يتمثل في معرفة ما إذا كان هناك شيء يُدعى الفيزياء الحيوية، وإذا وُجد، فما هو نوع هذا الشيء المسمى بالفيزياء الحيوية".